# Christoph Henkel (Unternehmer)
Christoph Henkel (* 11. Februar 1958 in Düsseldorf) ist ein deutscher Unternehmer. Er ist Sohn von Konrad und Gabriele Henkel.
Christoph Henkel, größter Henkel-Einzelaktionär, war von 1991 bis 2022 Mitglied des Gesellschafterausschusses der Firma Henkel, der wichtigsten Kontrollinstanz des Familienkonzerns.
Seit 1994 ist er Mitbegründer verschiedener Unternehmen, in die er als Business Angel Finanzmittel und Erfahrungen eingebracht hat.
Christoph Henkel ist Vorsitzender in der von seinem Vater Konrad gegründeten Konrad-Henkel-Stiftung. Er unterstützt zahlreiche Forschungs- und Lehrprojekte, insbesondere zusammen mit der Heinrich-Heine-Universität Düsseldorf.
Zudem engagiert er sich mit der Dr. Jost-Henkel-Stiftung, die Stipendien an hervorragende Studierende und Doktoranden vergibt. Für sein Engagement wurde er 2006 mit der Ehrendoktorwürde der wirtschaftswissenschaftlichen Fakultät der Heinrich-Heine-Universität Düsseldorf ausgezeichnet.
Gemäß der Liste The World’s Billionaires des Jahres 2015 beträgt das Vermögen von Christoph Henkel ca. 1,7 Milliarden US-Dollar. Demnach belegt er Platz 1.118 auf dieser Liste der reichsten Menschen der Welt und Platz 71 in Deutschland.